# Тетрафосфид гептаниобия
Тетрафосфид гептаниобия — неорганическое соединение металла ниобия и фосфора 
с формулой Nb7P4,
тёмно-серые кристаллы,
не растворимые в воде.

## Получение
- Спекание порошкообразного ниобия и красного фосфора:

{\displaystyle {\mathsf {7Nb+4P\ {\xrightarrow {1000^{o}C}}\ Nb_{7}P_{4}}}}

## Физические свойства
Тетрафосфид гептаниобия образует тёмно-серые кристаллы
моноклинной сингонии,
пространственная группа C 2/m,
параметры ячейки a = 1,4950 нм, b = 0,3440 нм, c = 1,3848 нм, β = 104,74°, Z = 4
.
Не растворяется в воде.